# Міщанство

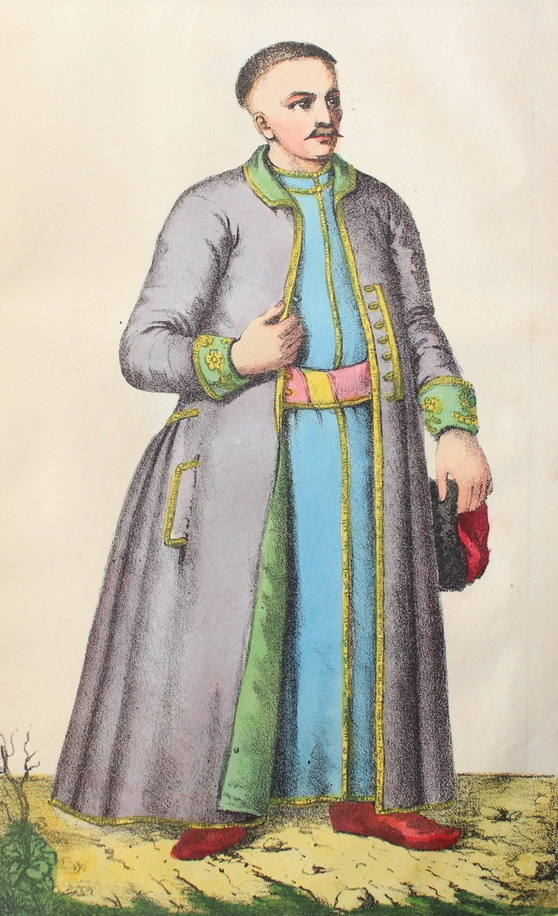
Український міщанин, 1786 (з літопису О. Рігельмана, 1847)

Міща́нство (від пол. mieszczaństwo — «містяни») — суспільний стан в країнах східної та частині центральної Європи за доби Середньовіччя та Нового часу, до якого належало населення міст і містечок. Такий самий суспільний стан, як буржуазія у франкомовних країнах або бюргерство в німецькомовних країнах центральної та західної Європи.

## Історія

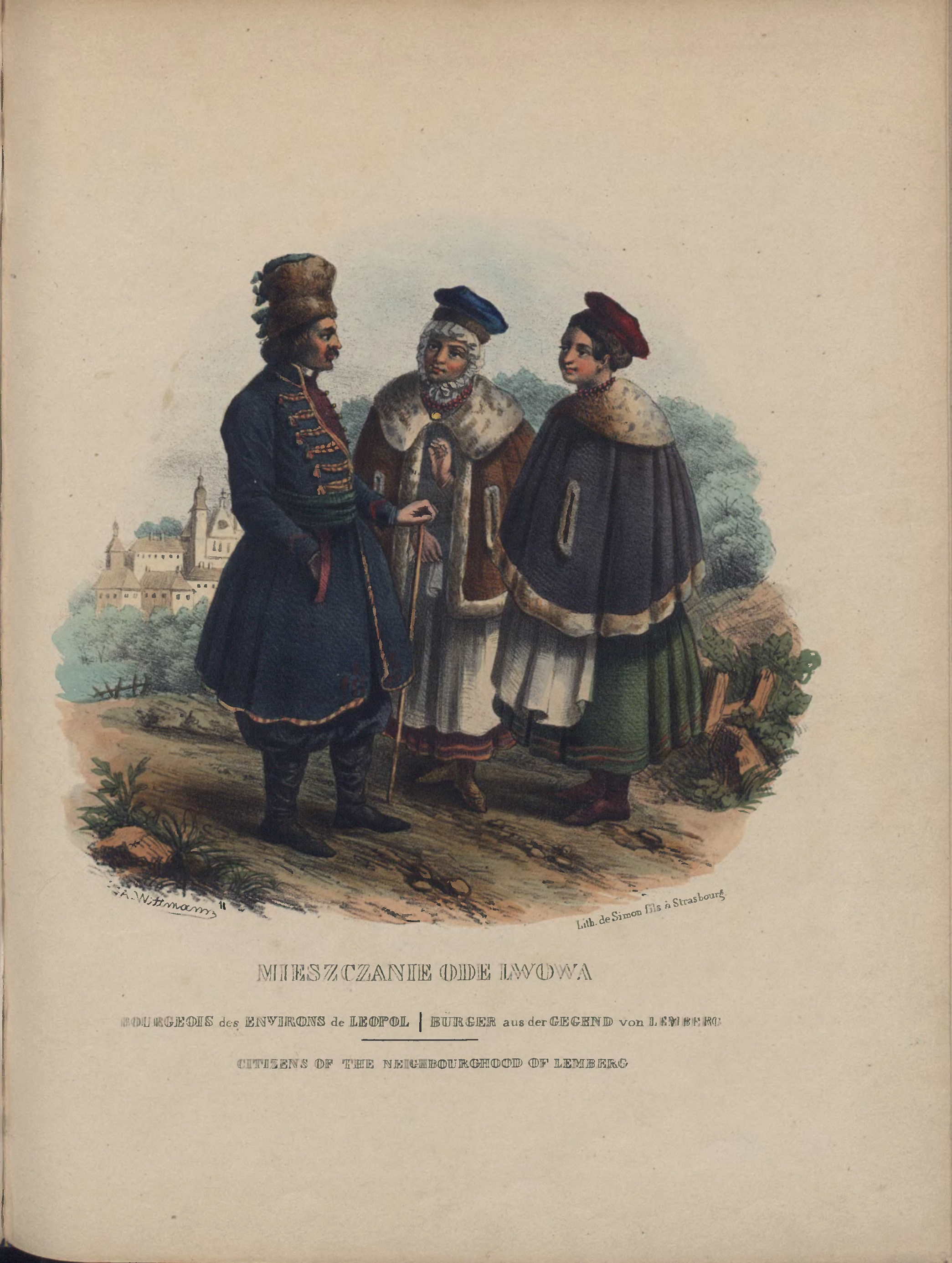
Львівські міщани у кінці XVIII ст.

Починаючи з Середньовіччя, міщанство мало права самоврядування — згідно з нормами Магдебурзького права, Бранденбургського права, Любецького права, Кульмського права та інших правових систем. За ними громадяни міст — міщани — звільнялись від залежності, суду феодалів (шляхти), підлягаючи лише магістрату міста і суду війта. Це робило міщан вільними людьми, які самі обирали своє місце проживання, зайняття.
На теренах України міщани з'явились з середини 14 ст. з наданням галицько-волинськими князями, польськими королями містам магдебургії. Стан спадкувався за народженням. Для повноцінного користування правами міщанина необхідно було набути громадянство міста, для чого необхідно було володіти у даному поселенні визначеним нерухомим майном. Історично та соціально — це той самий суспільний прошарок, що у французькому суспільстві та мові позначається словом буржуазія, а в німецькому — бюргерство; часто з уто́чненням — «дрібна́ буржуазія», «дрібне́ бюргерство».

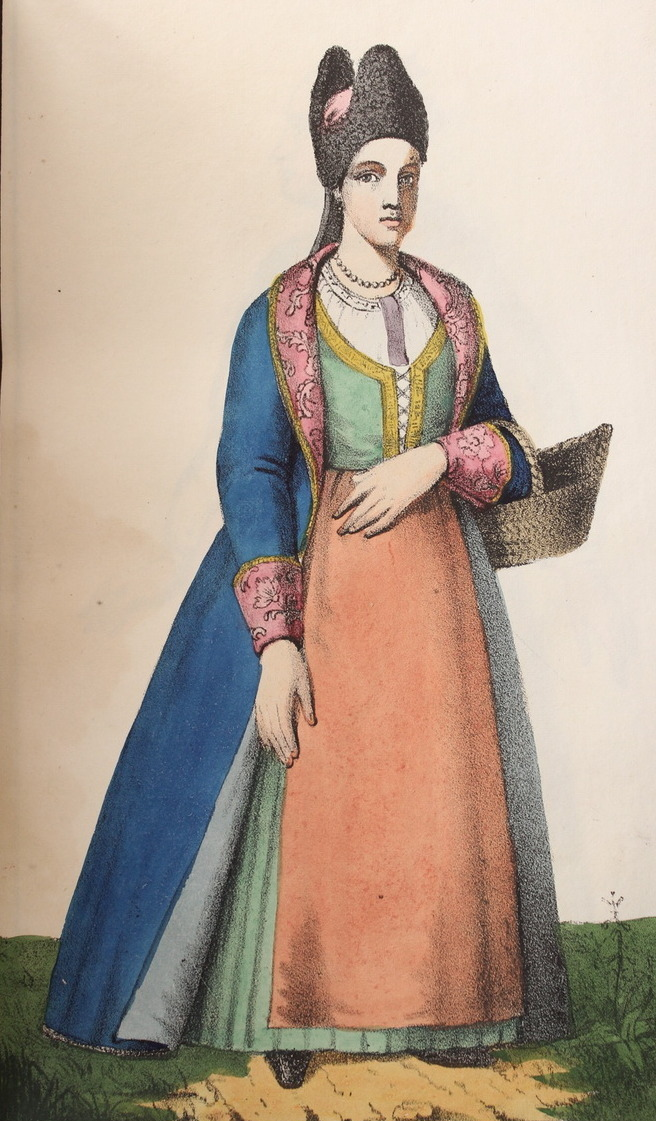
Українська міщанка, 1786

Основними сферами занять міщан були ремесла, промисли, торгівля.
Міщанство визначалося суспільно-політичною активністю, внесло помітний вклад у національну українську культуру. З міщанства походить такий соціальний прошарок як інтелігенція.
У європейських країнах міщанство зазвичай походило з селянства і з часу своєї появи по-різному протистояло або знаходилось під тиском таких феодальних класів як дворянство та аристократія, лицарство та клір. У Росії, як в часи імперії, де панівним класом та головним культуртрегером було дворянство, так і пізніше — в радянську добу, за часу панування диктатури пролетаріату та ідеології безкласового суспільства — міщанство як клас або прошарок в процесі своєї соціальної генези так і не набув правового суверенітету та економічної незалежності та сили, а саме поняття «міщанство» у літературі вживалося і досі часто вживається з негативною конотацією.